# كلفتونية
الكلفتونية (الاسم العلمي:Cliftonia) هي جنس من النباتات تتبع فصيلة السيريلية من رتبة الخلنجيات. وهو جنس نباتي وحيد النوع يضمن فقط الكلفتونية وحيدة الورقة.